# Potentilla turfosa
Potentilla turfosa är en rosväxtart som beskrevs av Hand.-mazz.. Potentilla turfosa ingår i Fingerörtssläktet som ingår i familjen rosväxter. Utöver nominatformen finns också underarten P. t. gracilescens.